# 高橋実恵子
高橋 実恵子（たかはし みえこ、1986年8月14日 - ）は、福島県出身の女優。ATプロダクション所属。

## 出演

### テレビドラマ
- 特捜戦隊デカレンジャー（2004年、テレビ朝日）第27話「ファンキー・プリズナー」
- 火曜サスペンス劇場 刑事・鬼貫八郎17（2004年、日本テレビ）
- 土曜ワイド劇場 松本清張の証言（2004年、テレビ朝日）
- 世にも奇妙な物語 '05春の特別編 （2005年、フジテレビ）『密告（ちくり）ネット』野田照美役
- ウルトラマンメビウス（2007年、TBS）第40話「ひとりの楽園」ユリカ役
- 神楽坂署生活安全課3（2007年、テレビ東京）

### CM
- 三菱電機 ストロングサイクロン
- 任天堂 ゲームボーイアドバンス 千年家族
- カルピス味の素ダノン ダノンヨーグルト ダネット
- 日本郵政公社 郵便貯金
- 日本冷凍食品協会
- グリコ乳業
- 厚生労働省
- マネーパートナーズプラン
- オリヒロ MOSTゼリー ぷるんと蒟蒻